# NGC 6238
NGC 6238 је спирална галаксија у сазвежђу Змај која се налази на NGC листи објеката дубоког неба.
Деклинација објекта је + 62° 8' 51" а ректасцензија 16h 47m 15,9s. Привидна величина (магнитуда) објекта NGC 6238 износи 13,9 а фотографска магнитуда 14,6. NGC 6238 је још познат и под ознакама UGC 10563, MCG 10-24-57, CGCG 299-31, IRAS 16467+6213, KAZ 92, double system, PGC 58980.